# Язик троля
Язик троля (норв. Trolltunga) — кам'яний виступ в районі Ск'єггедаль, розташованої поблизу міста Одда в Норвегії, що підноситься над озером Рінгедалсватн на висоті 700 метрів над озером.
Своєю формою виступ нагадує язик, за що й отримав таку назву. Являє собою відколотий шматок скелі, застиглий на її краю в горизонтальному положенні.
У 2009 році "Язик Троля" опинився на обкладинці одного з популярних туристичних журналів і до скелі хлинув потік туристів, а вже наступного року цей потік потроївся. До 2012 року стежка проходила поруч із приватним підйомником, який працював лише для власників дач, розташованих на плато над озером. Підійматися сходами підйомника було заборонено, проте багато туристів ігнорували цю заборону.
У 2012 році від парковки Рінгедалсдаммен у напрямку Язика Троля розпочалося будівництво нової туристичної стежки. Маршрут відкрили у 2014 році, він складається з численних кам’яних сходів. Стежку побудували шерпи з Непалу завдяки приватним пожертвам норвежців.
Влітку 2015 року на плато Харданґер від озера Рінґесватнет замість старого підйомника почали будувати автомобільну дорогу. Будівництво завершили у 2017 році. Наприкінці серпантину облаштували парковку, проте вона вміщує лише близько 30 автомобілів. Ймовірно, якщо ви спробуєте піднятися власним транспортом, вам повідомлять, що місць немає.
У 2018 році з парковки біля озера до приватних дач на плато почали курсувати два маршрутні мікроавтобуси, які їздять за розкладом із 7:00 з інтервалом 30 хвилин. Бажаючих настільки багато, що тим, хто хоче скористатися цим транспортом і полегшити підйом, необхідно заздалегідь забронювати квитки онлайн. 
Сьогодні маршрут від парковки біля інформаційного офісу можна пройти старою стежкою, тоді відстань до Язика Троля становить 11 км в один бік. Якщо йти дорогою, якою курсують маршрутні автобуси, довжина шляху збільшиться до 14 км, проте набір висоти у 400 метрів буде більш плавним. У разі використання автобуса відстань до Язика Троля скоротиться до 10 км.
В дорозі до скелі "Язик Троля" не доведеться нудьгувати, тому що є можливість помилуватися "троллевими котлами" — глибокими, удаваними бездонними, гірськими озерами. Туристам варто врахувати, що відвідати "Язик Троля" краще в період з червня по вересень, час коли трек офіційно відкрит, саме в цей час за ним слідкують рятівники.

## Галерея

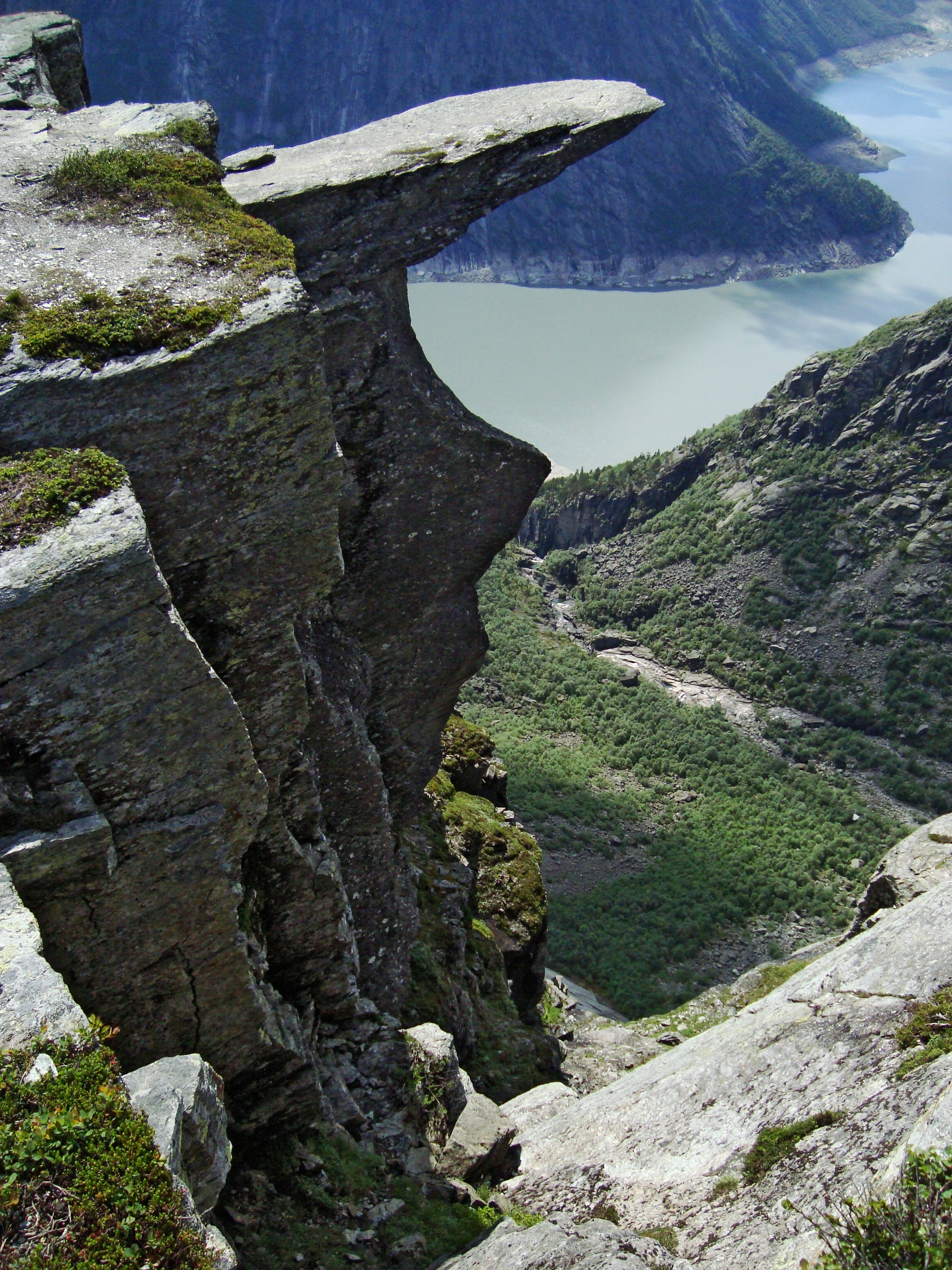
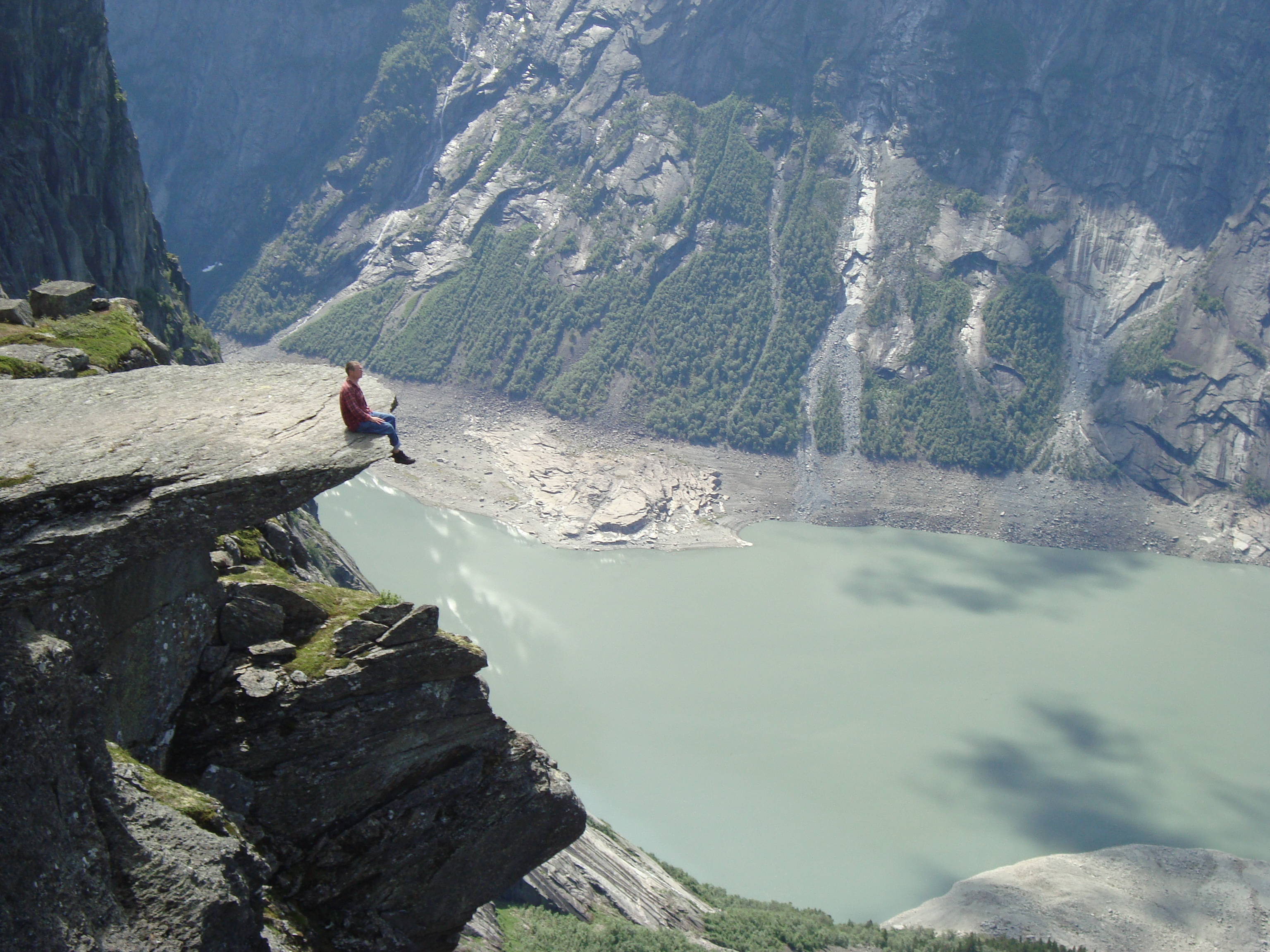

## Зовнішні посилання (External links)
- Trolltunga - опис та поради як дістатися до Язика Троля.
- Visit Norway - офійійний путівник по Норвегії.

| Норвегія | Це незавершена стаття з географії Норвегії. Ви можете допомогти проєкту, виправивши або дописавши її. |